# La Femme Accident
La Femme Accident is een nummer van de Britse new waveband Orchestral Manoeuvres in the Dark uit 1985. Het is de derde en laatste single van hun zesde studioalbum Crush.
"La Femme Accident" bereikte de hitlijsten in het Verenigd Koninkrijk en het Nederlandse taalgebied. Het vrolijke liedje bereikte een bescheiden 42e positie in het Verenigd Koninkrijk. In Nederland was het minder succesvol met een 17e positie in de Tipparade, terwijl het in de Vlaamse Radio 2 Top 30 wel succesvol was met een 17e positie.

## Tracklijst
7"
1. "La Femme Accident" – 2:50
2. "Firegun"

12"
1. "La Femme Accident" (7"-versie) – 2:50
2. "Firegun"
3. "La Femme Accident" (12"-versie) – 6:15
4. "Locomotion" (live)
5. "Enola Gay"